# Ömer Şişmanoğlu
Ömer Şişmanoğlu, né le 1er août 1989 à Hambourg, est un footballeur turco-allemand évoluant au poste d'avant-centre au Iğdır FK.

## Biographie
Avec l'équipe de Turquie espoirs, il inscrit trois buts, contre le Danemark, l'Irlande, et la Bosnie-Herzégovine.
Ömer Şişmanoğlu joue plus de 150 matchs en première division turque Il réalise sa meilleure performance dans ce championnat lors de la saison 2014-2015, où il inscrit neuf buts.
Il remporte le titre de champion en 2017 avec Beşiktaş, en ne disputant que huit matchs de championnat cette saison là. Cette même saison, il joue une rencontre en Ligue Europa.

## Palmarès
- Beşiktaş
  - Champion de Turquie en 2017.